# Catedral de Nuestra Señora de la Asunción (Ajaccio)
La catedral de Nuestra Señora de la Asunción o simplemente catedral de Ajaccio (en francés: Cathédrale Notre-Dame-de-l’Assomption) y también conocida como la catedral de la Asunción de Santa María (Cathédrale de l'Assomption de Sainte-Marie), es una iglesia católica de estilo barroco manierista ubicada en Ajaccio, en la isla de Córcega al sur del país europeo de Francia. Es la sede del obispo de Ajaccio, sufragáneo de la arquidiócesis de Marsella. La catedral está dedicada a la Virgen María.
La actual catedral fue construida entre 1577 y 1593 y se atribuye su diseño al arquitecto italiano Giacomo della Porta. Fue construida para reemplazar la antigua catedral de Saint-Croix (la Santa Cruz), destruida en 1553 con el fin de dar cabida a los desarrollos en las defensas de la ciudad, como se indica en el permiso requerido por el "Consejo de Ancianos" en 1559 al Senado de Génova y al Papa Gregorio XIII Con el fin de construir una nueva catedral. La piedra final fue puesta en 1593 por Jules Guistiniani, hecho obispo por el Papa Sixto V.  Es conocida por ser el lugar donde el futuro emperador Napoleón Bonaparte fue bautizado el 21 de julio de 1771.
La catedral ha sido un monumento histórico (patrimonio nacional de Francia) desde el 30 de octubre de 1906.
Según la leyenda, el 15 de agosto de 1769, Letizia Buonaparte sintió dolores de parto repentinos mientras estaba en la catedral. Se dirigió a la casa de los Buonaparte, a unos pasos de distancia, y dio a luz a Napoleón en un sofá del primer piso antes de que pudiera llegar a su dormitorio ubicado arriba.

## Véase también

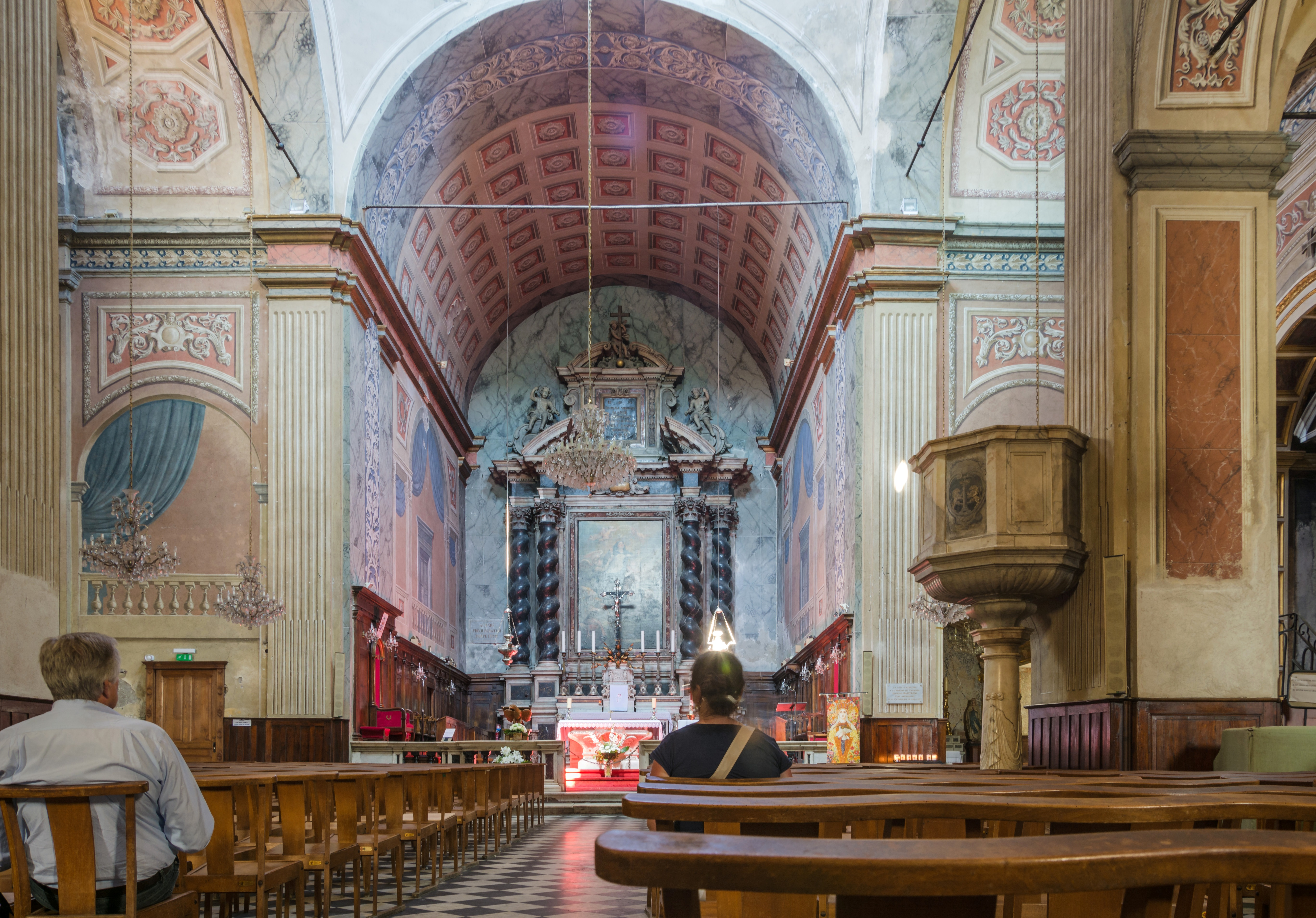
Vista interna